# Pierre-Guillaume-Paul Coronnat
Pierre-Guillaume-Paul Coronnat est un général français, né le 26 octobre 1845 à Latour-de-France (Pyrénées-Orientales) et mort le 6 avril 1909 à Paris 17e.

## Biographie
Pierre Coronnat naît à Latour-de-France (Pyrénées-Orientales) le 26 octobre 1845. La famille Coronnat est présente en ce même lieu depuis au moins 1492, un certain Pierre Coronnat remplissant à l'époque la fonction de bailhe royal. Le père de Pierre, Charles Coronnat, est un tonnelier qui sera maire de la commune de 1854 à 1867. Après avoir effectué sa première scolarité à Latour-de-France, Pierre Coronnat part à quinze ans pour le petit séminaire de Prades. Il poursuit ses études au collège de Perpignan, puis au lycée Charlemagne à Paris.
Élève à l'école de Saint-Cyr, il en sort en 1867 pour intégrer l'infanterie de marine et part servir au Tonkin et en Cochinchine. Après un passage à l'École supérieure de guerre (1877), il fait la campagne du Tonkin contre les Pavillons Noirs. Puis, en Afrique, à la tête du régiment des tirailleurs sénégalais, il réprime une révolte ayant éclaté dans le Bayol et le Cayor (1886). Il poursuit ensuite sa carrière entre la France et l'Indochine et est nommé général de division (1900) et commandant supérieur des troupes de l'Indochine.

## Distinctions
- Grand officier de la Légion d'honneur (1905)[2]
- Grand officier de l'Ordre royal du Cambodge
- Grand officier de l'Ordre du Dragon d'Annam
- Grand-Croix de l'Ordre de l'Étoile noire du Dahomey
- Grand-croix de l'ordre de la Couronne d'Italie
- Officier d'académie (1885)
- Officier de l'Instruction publique
- Commandeur de l'Ordre du Soleil levant du Japon
- Médaille coloniale du Sénégal et du Japon
- Médaille commémorative de l'expédition du Tonkin 1885